# Acchatius
Acchatius (pierwsza poł. XVI w.) – osoba znana z korespondencji Erazma z Rotterdamu (Ep. 367).
Acchatius przekazał pozdrowienia od Erazma do Ulricha Zasiusa, który przebywał wtedy we Fryburgu Bryzgowijskim, a z powrotem do Bazylei przywiózł list Zasiusa z 30 września 1515. Fakt, że pozdrowienia nie były spisane sugeruje, że Acchatius był człowiekiem wykształconym, nie zwykłym posłańcem.
Brat Acchatiusa należał do zakonu paulinów. 3 kwietnia 1508 wstąpił na Uniwersytet we Freiburgu. W pobliskim Bonndorf istniał klasztor paulinów.